# Wachsfigurenkabinett Jagodina
Wachsfigurenkabinett Jagodina (Музеј воштаних фигура Јагодина, Muzej voštanih figura Jagodina) ist ein Museum in Jagodina in Serbien. Es ist das erste Wachsfigurenkabinett in Süd- und Osteuropa sowie das sechste in ganz Europa. Ausgestellt werden lebensnah nachempfundene Wachsfiguren von historischen Gestalten und Personen, überwiegend aus der serbischen Zeitgeschichte aber auch der Jugoslawiens, die Wissenschaft, Kultur, Literatur, den Sport und die Politik geprägt haben.

## Geschichte
Das Wachsfigurenkabinett wurde am 29. April 2008 auf einer Fläche von 450 Quadratmeter mit anfangs 29 Wachsfiguren eröffnet. Dort kann man z. B. Persönlichkeiten aus dem Mittelalter sehen, wie den Sava von Serbien oder Zar Dušan, aber auch Wissenschaftler wie Nikola Tesla, bis hin zu bekannten Schriftstellern wie dem Nobelpreisträger Ivo Andrić und Sportgrößen wie Vlade Divac sowie Novak Đoković, oder gar den 2011 verstorbenen serbischen Patriarchen Pavle. Im Wachsfigurenkabinett sind auch wertvolle Kostüme bzw. Originalkostüme, Waffen, Kopien seltener Bücher, Klostermodelle und Kriegsfahnen ausgestellt – alles, was die Zeit kennzeichnet, in der die serbischen und jugoslawischen Größen gelebt hatten.